# Tamara Jewett
Tamara Jewett (* 26. April 1990 in Toronto) ist eine kanadische Triathletin und mehrfache Siegerin Ironman 70.3.

## Werdegang
Im Juli 2008 startete Tamara Jewett in Polen bei den Leichtathletik-Juniorenweltmeisterschaften und belegte über 3000 Meter den achten Rang.
Seit 2017 ist sie im Triathlon aktiv und seit 2019 startet sie als Profi-Athletin. Sie ist vorwiegend auf der Mitteldistanz aktiv (1,9 km Schwimmen, 90 km Radfahren und 21,1 km Laufen).
Im April 2323 gewann sie mit dem Ironman 70.3 California ihr viertes Ironman-70.3-Rennen.
Tamara Jewett ist seit 2014 liiert mit Chris McKinnon.

## Sportliche Erfolge
| Datum/Jahr    | Rang | Wettbewerb                          | Austragungsort       | Zeit     | Bemerkung |
| ------------- | ---- | ----------------------------------- | -------------------- | -------- | --- |
| 5. Apr. 2025  | 4    | Ironman 70.3 Oceanside              | Oceanside            | 04:20:59 | [ 4 ] |
| 14. Dez. 2024 | 9    | Ironman 70.3 World Championships    | Taupō                | 04:08:47 | Ironman 70.3 World Championships 2024                                                                                |
| 19. Okt. 2024 | 8    | T100 Lake Las Vegas                 | Lake Las Vegas       | 03:50:47 | hinter Taylor Knibb                                                                                                  |
| 27. Juli 2024 | 6    | T100 London                         | London               | 03:40:49 | 2 km Schwimmen, 80 km Radfahren und 18 km Laufen                                                                     |
| 23. Juni 2024 | 2    | Ironman 70.3 Mont-Tremblant         | Mont-Tremblant       |          | verkürzte Schwimmdistanz                                                                                             |
| 8. Juni 2024  | 10   | T100 Alcatraz                       | San Francisco        | 03:52:49 | im Rahmen des Escape from Alcatraz Triathlon (2 km Schwimmen, 80 km Radfahren und 18 km Laufen), hinter Taylor Knibb |
| 3. Dez. 2023  | 2    | Ironman 70.3 Indian Wells-La Quinta | Indian Wells         |          | |
| 24. Sep. 2023 | 2    | Ironman 70.3 Augusta                | Augusta              |          | hinter Paula Findlay                                                                                                 |
| 21. Mai 2023  | 2    | Ironman 70.3 Pays d'Aix France      | Aix-en-Provence      | 04:17:30 | hinter Emma Pallant                                                                                                  |
| 1. Apr. 2023  | 1    | Ironman 70.3 California             | Oceanside            | 04:08:09 | Streckenrekord |
| 4. Dez. 2022  | 2    | Ironman 70.3 Indian Wells-La Quinta | Indian Wells         |          | |
| 26. Juni 2022 | 1    | Ironman 70.3 Mont-Tremblant         | Mont-Tremblant       |          | |
| 12. Juni 2022 | 2    | Eagleman Ironman 70.3               | Cambridge (Maryland) |          | hinter Sarah True |
| 5. Dez. 2021  | 2    | Ironman 70.3 Indian Wells-La Quinta | Indian Wells         |          | |
| 22. Aug. 2021 | 1    | Ironman 70.3 Timberman              | New Hampshire        |          | |
| 2021          | 2    | Ironman 70.3 Augusta                | Augusta              |          | hinter der Britin Ellie Salthouse                                                                                    |
| 3. Nov. 2019  | 3    | Ironman 70.3 Buenos Aires           | Buenos Aires         |          | Ironman 70.3 South American Championships                                                                            |
| 8. Juli 2018  | 1    | Ironman 70.3 Muskoka                | Huntsville           | 04:20:45 | |

| Datum/Jahr    | Rang | Wettbewerb  | Austragungsort | Zeit     | Bemerkung                        |
| ------------- | ---- | ----------- | -------------- | -------- | -------------------------------- |
| 20. Juli 2025 | 4    | Ironman USA | Lake Placid    | 08:55:18 | erster Start auf der Langdistanz |

| Datum/Jahr | Rang | Wettbewerb                                      | Austragungsort | Zeit     | Bemerkung |
| ---------- | ---- | ----------------------------------------------- | -------------- | -------- | --------- |
| Juli 2008  | 8    | Leichtathletik-Juniorenweltmeisterschaften 2008 | Bydgoszcz      | 09:15,74 |           |

(Did Not Finish)